# Physical (Dua-Lipa-Lied)
Physical ist ein Lied der britisch-albanischen Sängerin Dua Lipa aus dem Jahre 2020. Die zweite Single ihres zweiten Albums Future Nostalgia wurde von der Künstlerin selbst zusammen mit KOZ, Clarence Coffee, Jr. und Sarah Hudson geschrieben sowie von erstgenanntem gemeinsam mit Jason Evigan produziert.

## Musik und Text
Physical ist ein Popsong, der durch seinen treibenden, tanzbaren Rhythmus sowie hallende Synthesizer starke Anleihen an die Musik der 1980er Jahre, insbesondere an das Genre des Synthie-Pop, aufweist. Als Inspiration für das Lied diente der Sängerin der gleichnamige Olivia Newton-John-Hit, der auch im Refrain zitiert wird, sowie der Soundtrack zum Spielfilm Flashdance. Inhaltlich beschreibt das Lied die Beziehung der Ich-Erzählerin zu einer anderen Person, die in ihr aufregende Gefühle und einen Adrenalinrausch auslöst. Im Refrain besingt sie, wie sie die ganze Nacht mit ihr einen Aufstand machen wolle und fordert sie auf, zu tanzen als hätte sie keine Wahl; zudem äußert sie den Wunsch nach körperlichem Kontakt.

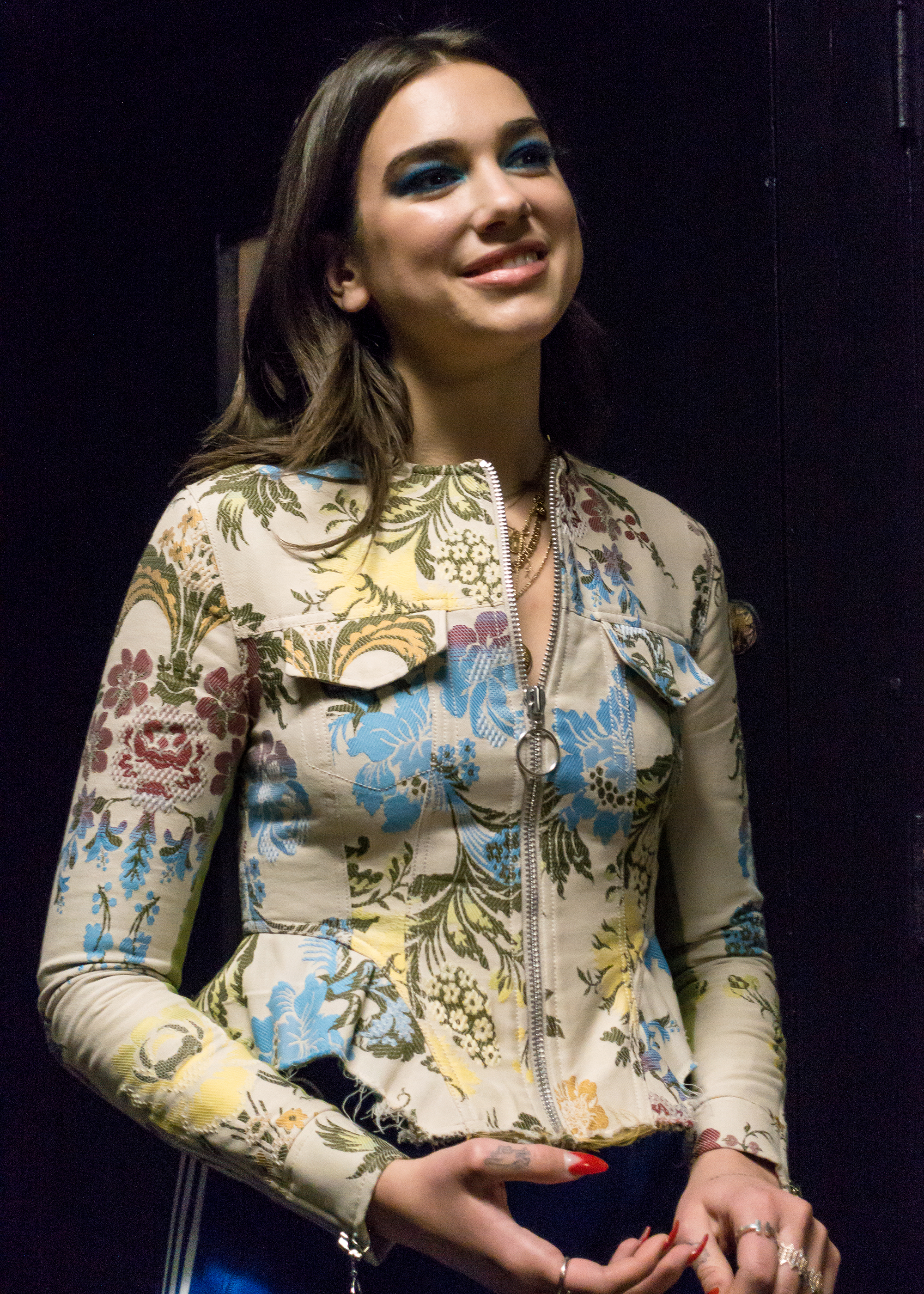
Interpretin Dua Lipa

## Musikvideo
Der unter der Regie von CANADA entstandene Videoclip zu Physical zeigt Dua Lipa zu Beginn in einer gänzlich mit roten Lichtern ausgeleuchteten Diskothek, wo sie einen Mann gegen eine als Dekoration dienende Kugel wirft und beginnt, ihm mit einem Ruck seine bereits geöffnetes Weste vom Leibe zu reißen, woraufhin sie ihn mit ihrer Hand am Oberkörper berührt und in diesen eindringt. Als sie diese wieder herauszieht, hält sie ein kristallenes Herz. Nach dieser Sequenz verändert sich das farbige Licht plötzlich ins Neutrale und man erkennt, dass der Raum vorwiegend aus stark miteinander kontrastierenden Grau- und Rottönen besteht (letztere werden auch von den Anwesenden getragen). Die beiden Protagonisten und andere Anwesende beginnen, zu tanzen. Später sind noch andere Settings zu sehen, die in auffälligen und hervorstechenden Farben gehalten und extravagant eingerichtet sind; einmal befinden sich die Akteure etwa vor einem riesigen Diamanten, ein anderes Mal in einem Raum voller Eisberge. In einer Einstellung scheinen sich die zwei Hauptfiguren nahe an einem tiefen Abgrund zu bewegen, dieser stellt sich jedoch lediglich als auf dem Boden aufgemalt heraus. Einzelne kurze Szenen, die die das Herz tragende Hand Dua Lipas zeigen, sind in Stile eines Animes gezeichnet. Am Ende singt Dua Lipa in einem schwarz glitzerndem Minikleid, umringt von ihren verschiedenfarbig gekleideten Tänzern.

## Kritik
Physical erhielt positive Kritiken. Das Lied wurde unter anderem mit der Musik von Donna Summer, Daft Punk und Cerrone verglichen und als perfekte Zusammenfassung der Stärken seines Albums sowie als Pop-Perfektion beschrieben. Es würde eine noch deutlichere Pastiche an die 1980er Jahre als Dua Lipas zuvor veröffentlichten Lieder Don't Start Now und Future Nostalgia darstellen und wäre genauso gut für das Fitnessstudio wie für die Tanzfläche geeignet. Die Assoziationen mit dem Olivia Newton-John-Song gleichen Namens würden im Zuhörer erweckt werden, ohne dass dieser exakt kopiert wurde; der Track würde noch lange in der Erinnerung in Dauerschleife laufen, nachdem er vorbei wäre. Gelobt wurde auch, dass das Lied sexuell angehaucht sei, ohne aber jemals explizit zu werden und es stattdessen bei stimmungsvollen Andeutungen bliebe.
Das deutschsprachige Online-Magazin laut.de setzte Physical auf Rang 13 der „Songs des Jahres 2020“.

## Kommerzieller Erfolg

### Chartplatzierungen
| ChartsChartplatzierungen       | Höchstplatzierung | Wochen |
| ------------------------------ | ----------------- | ------ |
| Deutschland (GfK)              | 14 (27 Wo.)       | 27     |
| Österreich (Ö3)                | 13 (24 Wo.)       | 24     |
| Schweiz (IFPI)                 | 15 (27 Wo.)       | 27     |
| Vereinigte Staaten (Billboard) | 60 (2 Wo.)        | 2      |
| Vereinigtes Königreich (OCC)   | 3 (24 Wo.)        | 24     |

| ChartsJahrescharts (2020)    | Platzierung |
| ---------------------------- | ----------- |
| Deutschland (GfK)            | 48          |
| Österreich (Ö3)              | 47          |
| Schweiz (IFPI)               | 46          |
| Vereinigtes Königreich (OCC) | 19          |

### Auszeichnungen für Musikverkäufe
| Land/Region                  | Auszeichnungen für Musikverkäufe (Land/Region, Auszeichnung, Verkäufe) | Verkäufe  |
| ---------------------------- | ---------------------------------------------------------------------- | --------- |
| Australien (ARIA)            | 2× Platin                                                              | 140.000   |
| Belgien (BRMA)               | 2× Platin                                                              | 80.000    |
| Brasilien (PMB)              | 2× Diamant                                                             | 320.000   |
| Dänemark (IFPI)              | Gold                                                                   | 45.000    |
| Deutschland (BVMI)           | Platin                                                                 | 400.000   |
| Frankreich (SNEP)            | Diamant                                                                | 333.333   |
| Italien (FIMI)               | Platin                                                                 | 70.000    |
| Kanada (MC)                  | 3× Platin                                                              | 240.000   |
| Neuseeland (RMNZ)            | 2× Platin                                                              | 60.000    |
| Norwegen (IFPI)              | 2× Platin                                                              | 120.000   |
| Österreich (IFPI)            | 2× Platin                                                              | 60.000    |
| Polen (ZPAV)                 | Diamant                                                                | 250.000   |
| Portugal (AFP)               | Platin                                                                 | 10.000    |
| Spanien (Promusicae)         | 3× Platin                                                              | 180.000   |
| Vereinigte Staaten (RIAA)    | Platin                                                                 | 1.000.000 |
| Vereinigtes Königreich (BPI) | 2× Platin                                                              | 1.200.000 |
| Insgesamt                    | 1× Gold · 22× Platin · 4× Diamant ·                                    | 4.508.333 |

Hauptartikel: Dua Lipa/Auszeichnungen für Musikverkäufe